# اتفاق القوى الديمقراطية
اتفاقي القوى الديمقراطية (بالفرنسية: Convention des Forces Démocratiques)‏ كان تحالفا سياسيا في بوركينا فاسو.

## التاريخ
تأسس الحزب قبل الانتخابات البرلمانية لعام 2007 كتحالف لاتفاق الديمقراطية والاتحاد وخضر بوركينا (وكلاهما كانا عضوين في السابق في تحالف القوى الديمقراطية) واتفاق الديمقراطية والحرية والتجمع للقوات المستقلة / حزب شباب بوركينا فاسو.
فاز التحالف بثلاثة مقاعد في انتخابات عام 2007، واحتفظ بجميع المقاعد الثلاثة في انتخابات عام 2012.